# Appula nigripes
Appula nigripes är en skalbaggsart som beskrevs av Bates 1870. Appula nigripes ingår i släktet Appula och familjen långhorningar. Inga underarter finns listade i Catalogue of Life.